# Gavar
Gavar (tiếng Armenia: Գավառ) là một đô thị ở Armenia và là thủ phủ của tỉnh Gegharkunik. Nó tọa lạc giữa những ngọn núi cao thuộc dãy Gegham, phía tây của hồ Sevan, ở độ cao trung bình 1982 mét trên mực nước biển. Cách thủ đô Yerevan 98 về phía đông, thành phố có dân số 20.765 người theo thống kê 2011. Theo ước tính 2016, dân số Gavar là chừng 19.500 người.

## Khí hậu
| Dữ liệu khí hậu của Gavar               | Dữ liệu khí hậu của Gavar | Dữ liệu khí hậu của Gavar | Dữ liệu khí hậu của Gavar | Dữ liệu khí hậu của Gavar | Dữ liệu khí hậu của Gavar | Dữ liệu khí hậu của Gavar | Dữ liệu khí hậu của Gavar | Dữ liệu khí hậu của Gavar | Dữ liệu khí hậu của Gavar | Dữ liệu khí hậu của Gavar | Dữ liệu khí hậu của Gavar | Dữ liệu khí hậu của Gavar | Dữ liệu khí hậu của Gavar |
| Tháng                                   | 1                         | 2                         | 3                         | 4                         | 5                         | 6                         | 7                         | 8                         | 9                         | 10                        | 11                        | 12                        | Năm                       |
| --------------------------------------- | ------------------------- | ------------------------- | ------------------------- | ------------------------- | ------------------------- | ------------------------- | ------------------------- | ------------------------- | ------------------------- | ------------------------- | ------------------------- | ------------------------- | ------------------------- |
| Cao kỉ lục °C (°F)                      | 10.6 (51.1)               | 11.9 (53.4)               | 18.5 (65.3)               | 25.1 (77.2)               | 27.6 (81.7)               | 30.5 (86.9)               | 32.7 (90.9)               | 34.1 (93.4)               | 30.1 (86.2)               | 24.5 (76.1)               | 20.6 (69.1)               | 12.7 (54.9)               | 34.1 (93.4)               |
| Trung bình ngày tối đa °C (°F)          | −0.6 (30.9)               | −0.3 (31.5)               | 3.4 (38.1)                | 10.7 (51.3)               | 15.4 (59.7)               | 19.7 (67.5)               | 22.8 (73.0)               | 23.1 (73.6)               | 20.3 (68.5)               | 14.0 (57.2)               | 7.0 (44.6)                | 1.3 (34.3)                | 11.4 (52.5)               |
| Trung bình ngày °C (°F)                 | −6.3 (20.7)               | −6.1 (21.0)               | −1.8 (28.8)               | 5.3 (41.5)                | 9.5 (49.1)                | 13.2 (55.8)               | 16.3 (61.3)               | 16.4 (61.5)               | 12.7 (54.9)               | 7.5 (45.5)                | 1.5 (34.7)                | −4.0 (24.8)               | 5.4 (41.6)                |
| Tối thiểu trung bình ngày °C (°F)       | −11.9 (10.6)              | −11.9 (10.6)              | −7.0 (19.4)               | −0.2 (31.6)               | 3.5 (38.3)                | 6.6 (43.9)                | 9.7 (49.5)                | 9.7 (49.5)                | 5.1 (41.2)                | 1.0 (33.8)                | −4.1 (24.6)               | −9.4 (15.1)               | −0.7 (30.7)               |
| Thấp kỉ lục °C (°F)                     | −33 (−27)                 | −32.7 (−26.9)             | −30.9 (−23.6)             | −22.2 (−8.0)              | −15.2 (4.6)               | −4.8 (23.4)               | −3.1 (26.4)               | −2.2 (28.0)               | −5.8 (21.6)               | −21.2 (−6.2)              | −27.2 (−17.0)             | −27.6 (−17.7)             | −33 (−27)                 |
| Lượng Giáng thủy trung bình mm (inches) | 17.1 (0.67)               | 24.7 (0.97)               | 40.2 (1.58)               | 52.3 (2.06)               | 69.3 (2.73)               | 79.4 (3.13)               | 61.1 (2.41)               | 49.0 (1.93)               | 23.5 (0.93)               | 35.0 (1.38)               | 31.1 (1.22)               | 19.8 (0.78)               | 502.5 (19.79)             |
| Số ngày giáng thủy trung bình (≥ 1 mm)  | 4.29                      | 5.84                      | 8.42                      | 9.94                      | 13.26                     | 11.35                     | 8.39                      | 7.43                      | 4.61                      | 7.43                      | 5.29                      | 4.83                      | 91.08                     |
| Nguồn 1:                                |                           |                           |                           |                           |                           |                           |                           |                           |                           |                           |                           |                           |                           |
| Nguồn 2:                                |                           |                           |                           |                           |                           |                           |                           |                           |                           |                           |                           |                           |                           |